# It's Raining Again
It's Raining Again is een nummer van de Britse band Supertramp. Het is de eerste single van hun zevende studioalbum ...Famous Last Words... uit 1982. Het nummer werd in oktober van dat jaar op single uitgebracht.

## Achtergrond
De single werd wereldwijd een grote hit. In de Verenigde Staten werd de 11e positie in de Billboard Hot 100 bereikt en in Canada de 4e positie. In Nieuw-Zeeland werd de 19e positie bereikt.
In thuisland het Verenigd Koninkrijk werd slechts een bescheiden 26e positie in de UK Singles Chart behaald en in Canada, Frankrijk, Noorwegen, Zuid-Afrika, het Nederlandse en het Duitse taalgebied was de single goed voor een top 10 notering.
In Nederland was de plaat op vrijdag 29 oktober 1982 Veronica Alarmschijf op Hilversum 3 en werd een gigantische hit in de destijds drie landelijke hitlijsten op de nationale publieke popzender. De plaat bereikte in zowel de Nederlandse Top 40 als de Nationale Hitparade de 6e positie. In de TROS Top 50 werd de 7e positie behaald. In de Europese hitlijst op Hilversum 3, de TROS Europarade, werd de 5e positie bereikt.
In België bereikte de plaat de 6e positie in de voorloper van de Vlaamse Ultratop 50 en de 8e positie in de Vlaamse Radio 2 Top 30. In Wallonië werd géén notering behaald.
Sinds de editie van december 2000 t/m 2013 en van 2019 t/m 2023 stond de plaat genoteerd in de jaarlijkse NPO Radio 2 Top 2000 van de Nederlandse publieke radiozender NPO Radio 2, met als hoogste notering een 920e positie in 2003.

### NPO Radio 2 Top 2000
| Nummer met noteringen in de NPO Radio 2 Top 2000 | '00 | '01  | '02  | '03 | '04  | '05  | '06  | '07  | '08  | '09  | '10  | '11  | '12  | '13  | '14-'18 | '19  | '20  | '21  | '22  | '23  |
| ------------------------------------------------ | --- | ---- | ---- | --- | ---- | ---- | ---- | ---- | ---- | ---- | ---- | ---- | ---- | ---- | ------- | ---- | ---- | ---- | ---- | ---- |
| It's Raining Again                               | 957 | 1085 | 1037 | 920 | 1428 | 1173 | 1449 | 1440 | 1294 | 1904 | 1708 | 1677 | 1828 | 1890 | -       | 1771 | 1866 | 1972 | 1887 | 1893 |

1. ↑  Een '-' betekent dat het nummer niet was genoteerd en een vetgedrukt getal geeft de hoogste notering aan.
2. ↑  2000 was het eerste jaar met een notering voor dit nummer.
3. ↑  Deze tabel is bijgewerkt tot en met de laatste editie (2024).